# 汾湖
汾湖是位于江苏吴江和浙江嘉善交界处的一个湖泊，一半属江苏，一半属浙江。东西长6公里，南北长3公里。南部筑有防洪的穿堤，北岸318国道也有防洪作用。
汾湖古称分湖，是春秋战国时期的吴越分界湖。总面积9700亩。太浦河穿湖而过。
著名书法家赵孟頫的《分湖水村图》是国宝级文物。元代大文豪杨维桢曾留下《游分湖记》，从游记中后人可以领略七百年前的汾湖风光。在柳亚子《感事呈毛主席》的诗里有一句“分湖便是子陵滩”。
附近有汾湖高新技术产业开发区。

## 历史传说
伍子胥运筹点将台，乾隆帝独上登云桥，五姑娘悲彻徇情。马张神福佑在黎川。叶周午梦堂，一门儿女尽文章。曹家苏氏叶文化，各尽风骚世传芳。欧阳书颂张高士，百世流传季鹰帖。陆耀清廉“九当十三车”，甘于清苦叶绍袁。柳亚子爱国南社起，巾帼应春抛头颅。

## 特产
汾湖蟹、甲鱼、鳜鱼、白银鱼、白丝鱼、白壳虾。

## 开发

### 水上运动
内汾湖(汾湖穿提南)东侧建有汾湖水上运动中心,2016年9月,成功举办了亚洲赛艇锦标赛。
1. ↑   （页面存档备份，存于）亚洲赛艇联合会官网新闻